# 12272 Geddylee
12272 Geddylee è un asteroide della fascia principale. Scoperto nel 1990, presenta un'orbita caratterizzata da un semiasse maggiore pari a 2,6654139 UA e da un'eccentricità di 0,1741369, inclinata di 11,65643° rispetto all'eclittica.